# Wouterus Verschuur
Wouterus Verschuur (Amsterdam, 11 juin 1812-Vorden, 4 juillet 1874) est un peintre paysagiste, portraitiste et animalier néerlandais.

## Biographie
Fils d'un bijoutier d'Amsterdam, il devient élève de Pieter van Os et de Cornelis Steffelaar et s’entraine en copiant des œuvres de Philips Wouwerman.
Dès 1828 (il n'avait que 15 ans), il expose au Salon des Maîtres vivants d'Amsterdam. En 1832 et 1833, il remporte la médaille d'or de l'exposition annuelle du Felix Meritis (en) et en 1833, entre à l'Académie royale d'Amsterdam.
Participant à de nombreuses expositions à travers toute l'Europe, il participe aux Salons parisiens et en 1855, Napoléon III achète un de ses tableaux lors de l'Exposition universelle.
Il meurt à Vorden lors d'un voyage en Gueldre, laissant derrière lui plus de quatre cents toiles et plus de deux mille dessins. La plupart de ses œuvres sont au Rijksmuseum.
Il est, entre autres, le professeur de Anton Mauve.

## Galerie

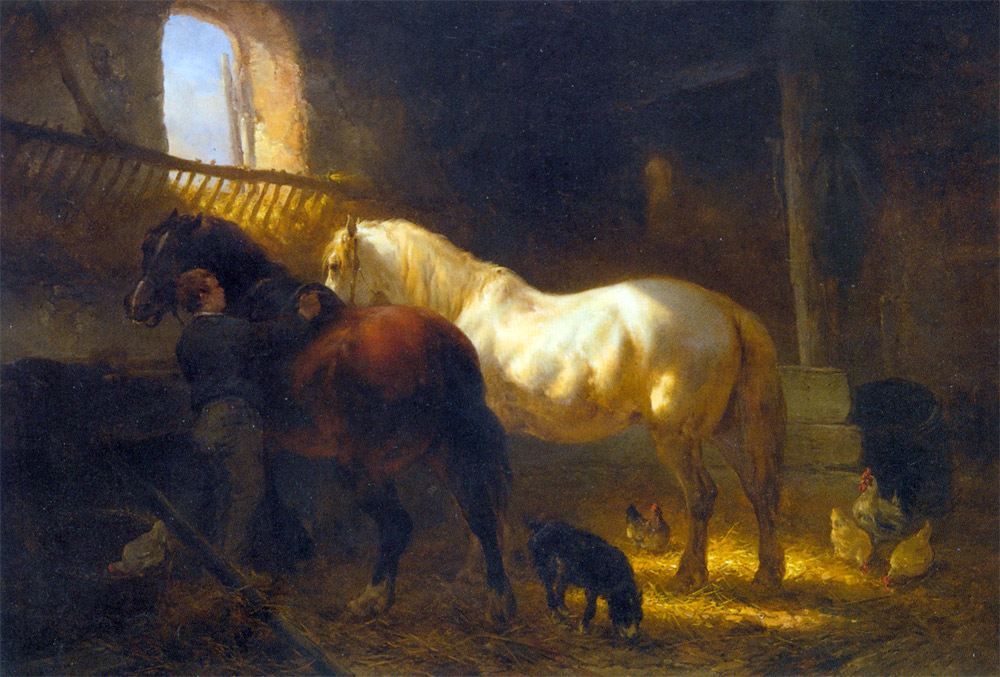
Chevaux dans une écurie
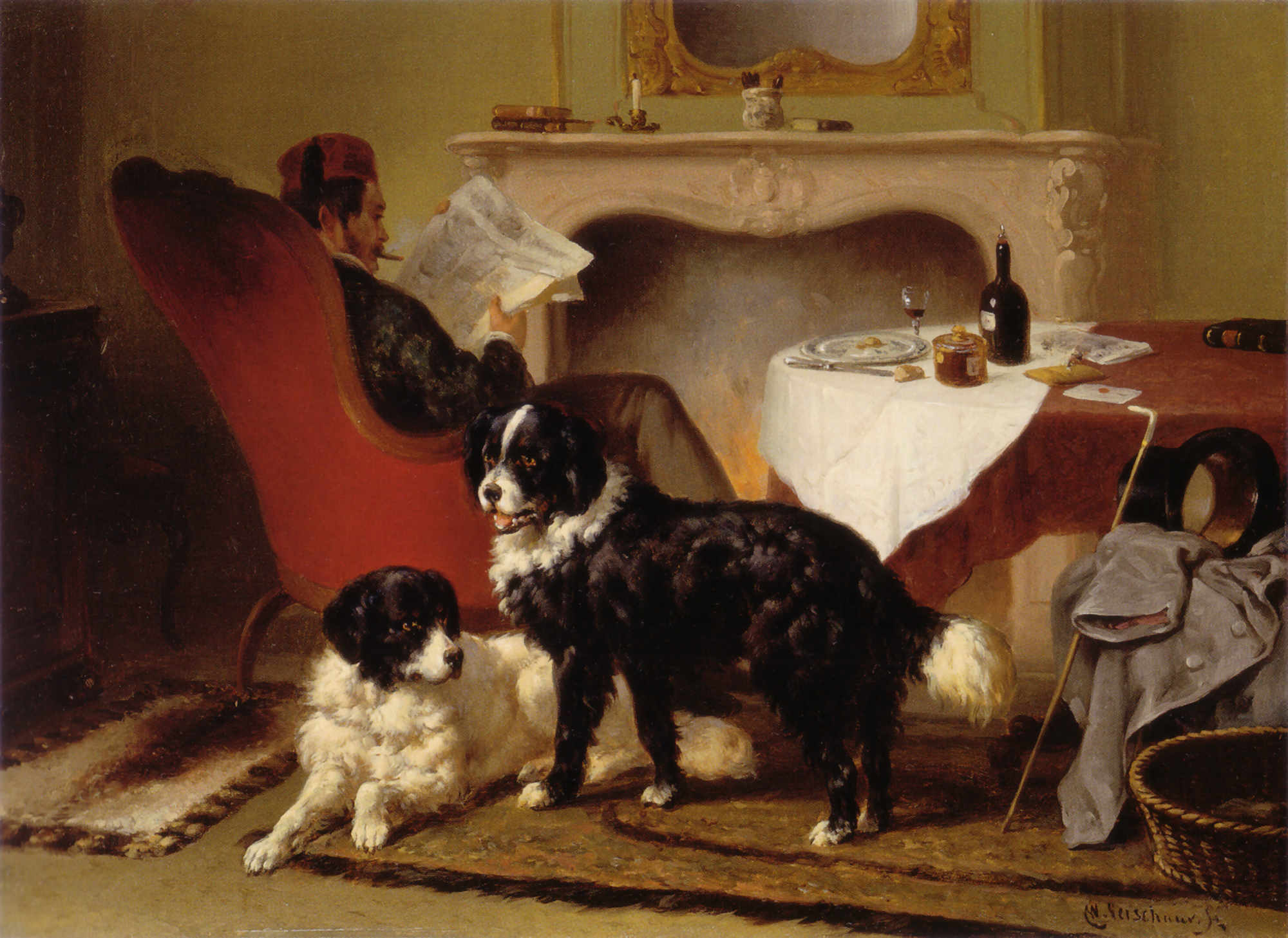
Homme lisant et deux chiens
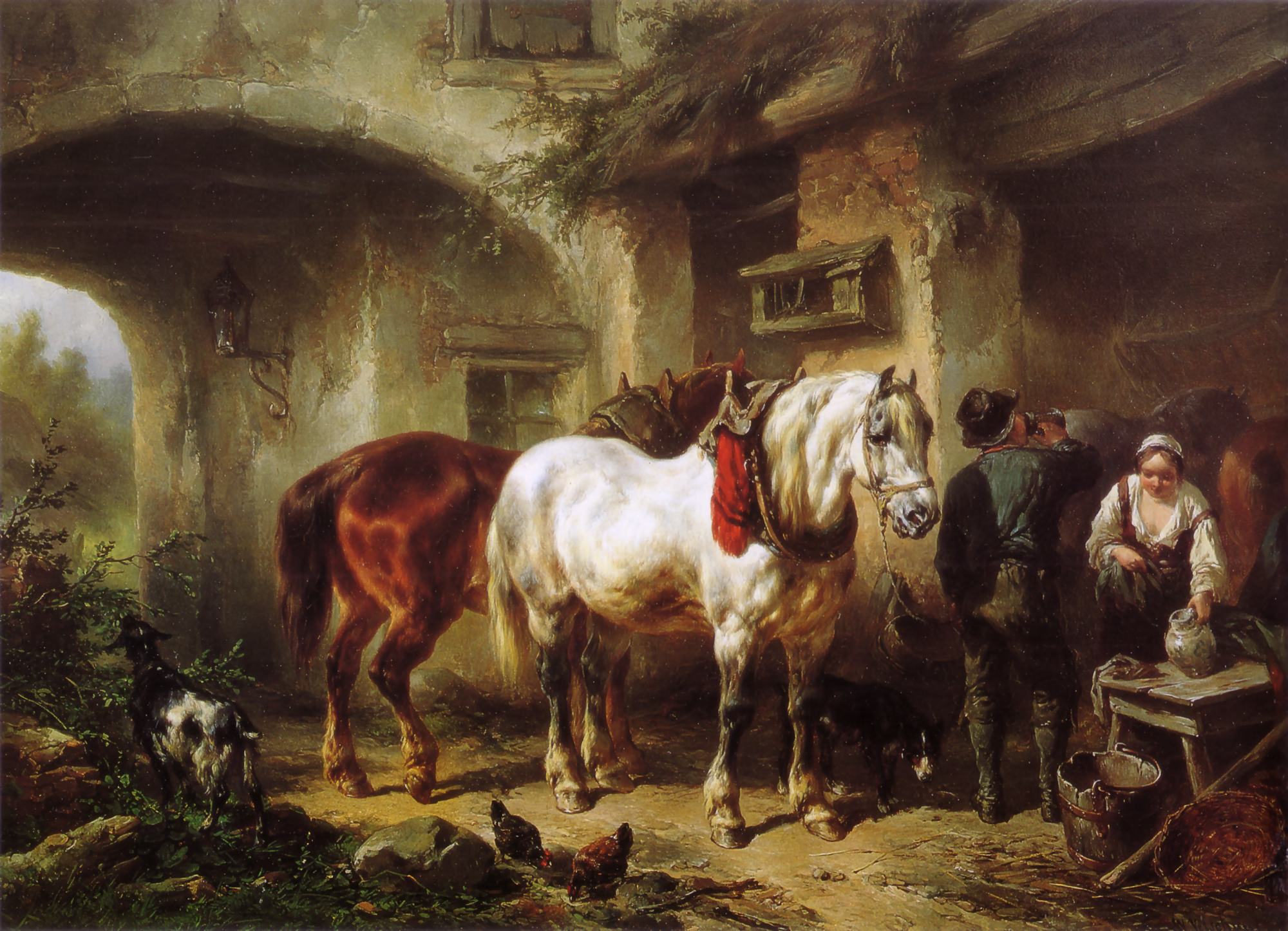
Chevaux et personnes dans une cour
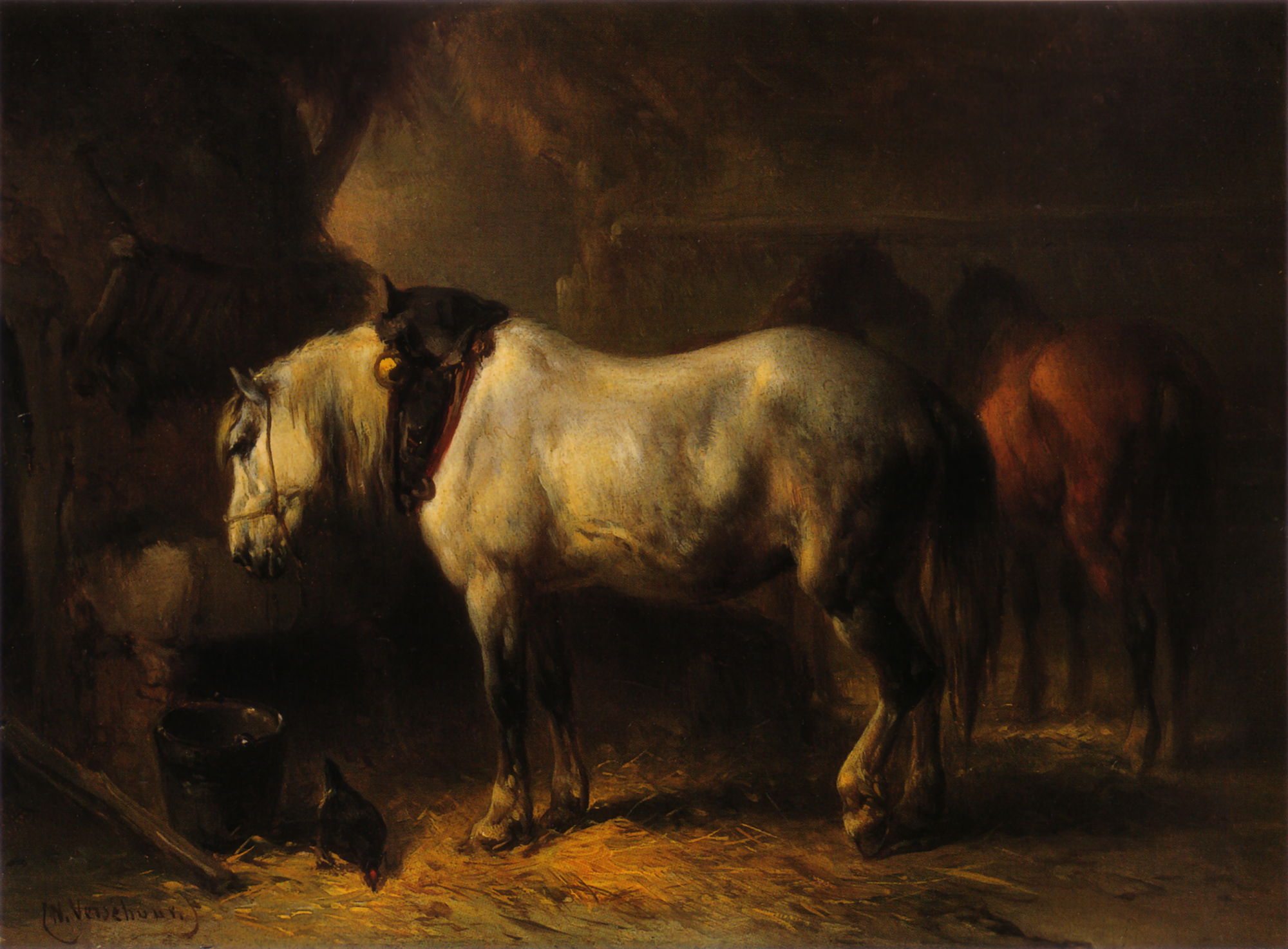
Dans les écuries
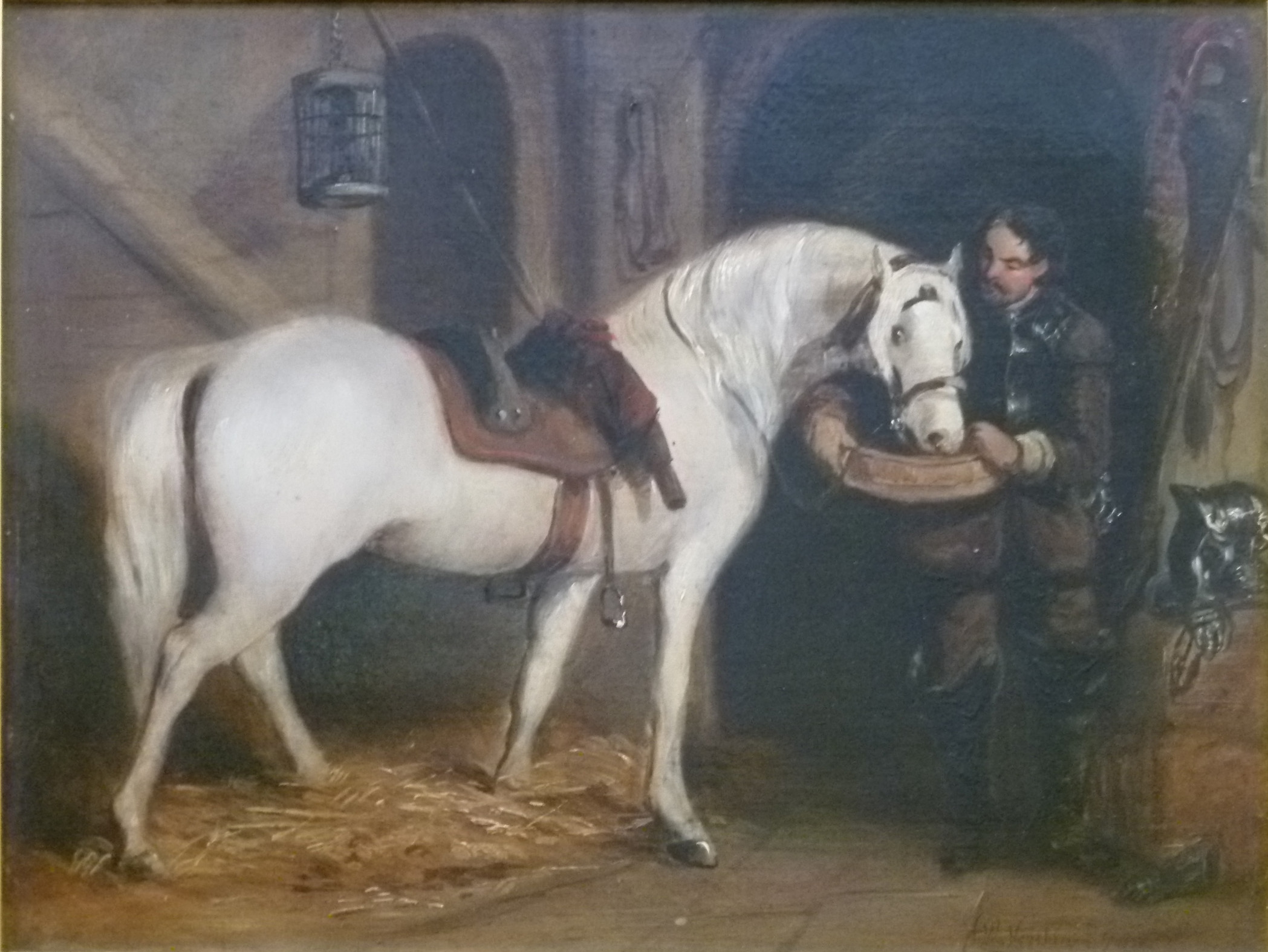
Le Cheval blanc (1867) (collection privée)
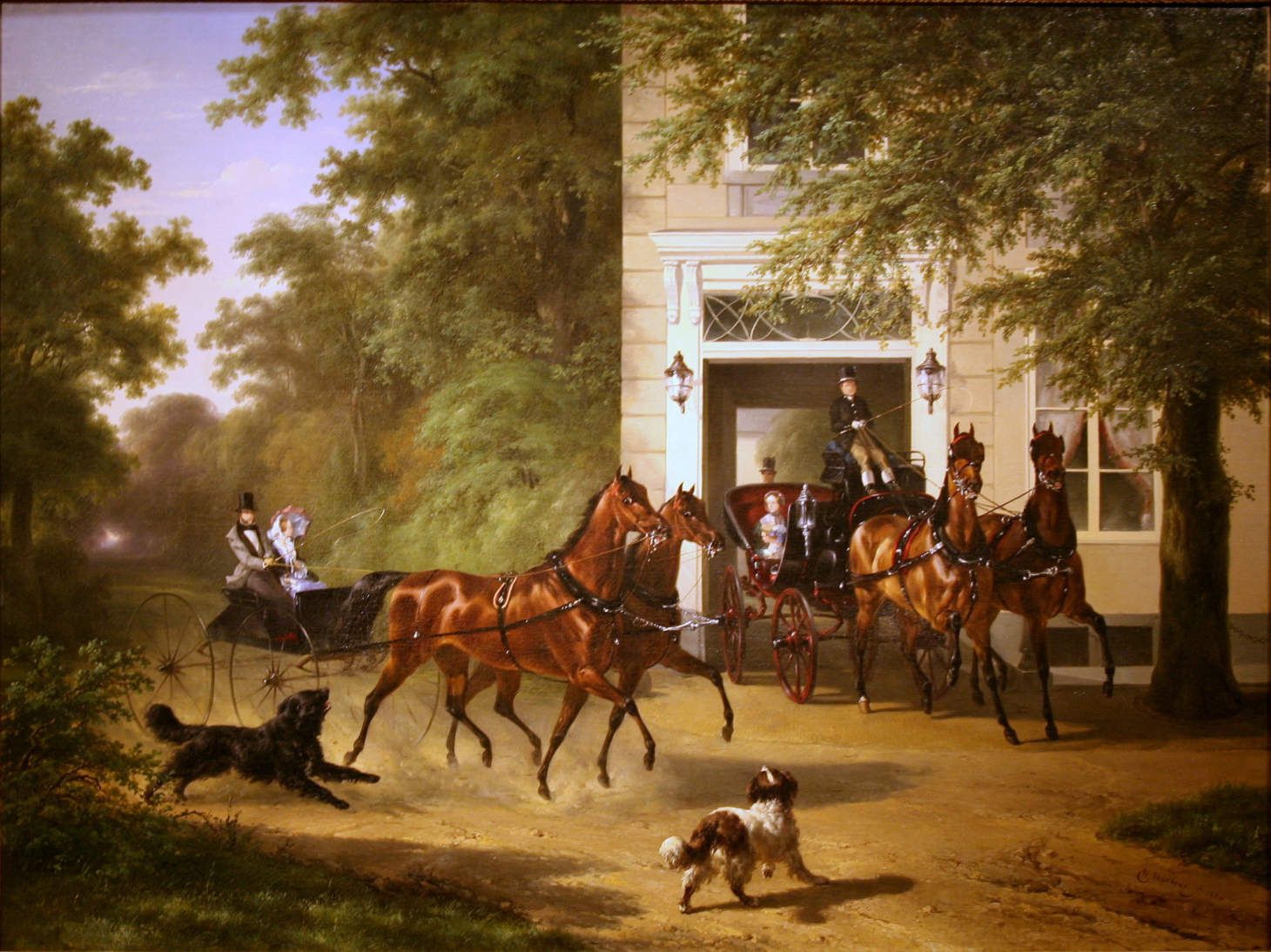
August Belmont avec des compagnons dans une voiture
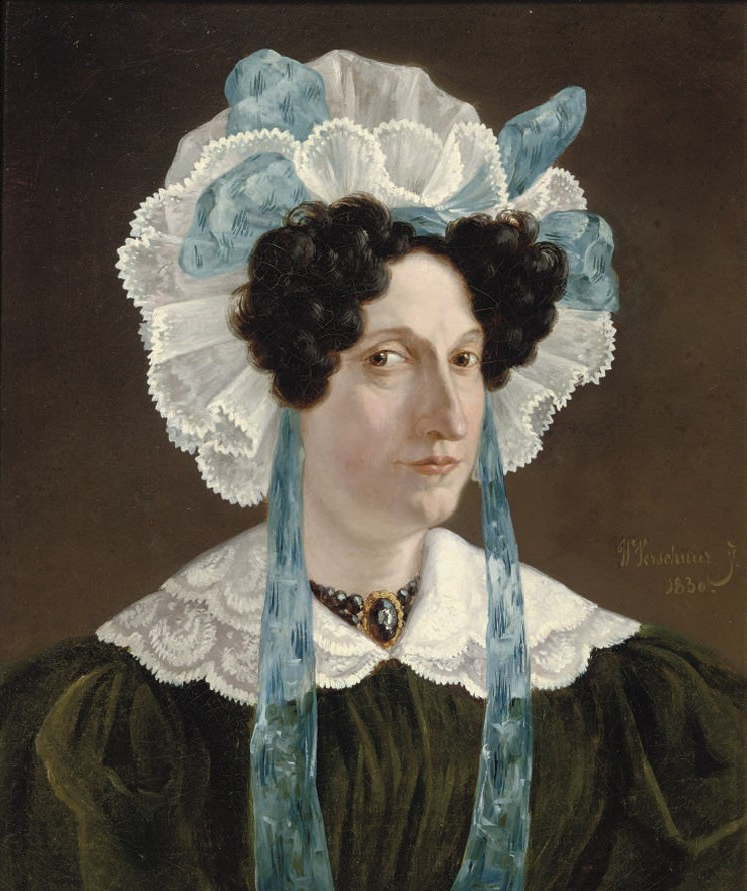
Portrait de Petronella Palairet (1787-1847)
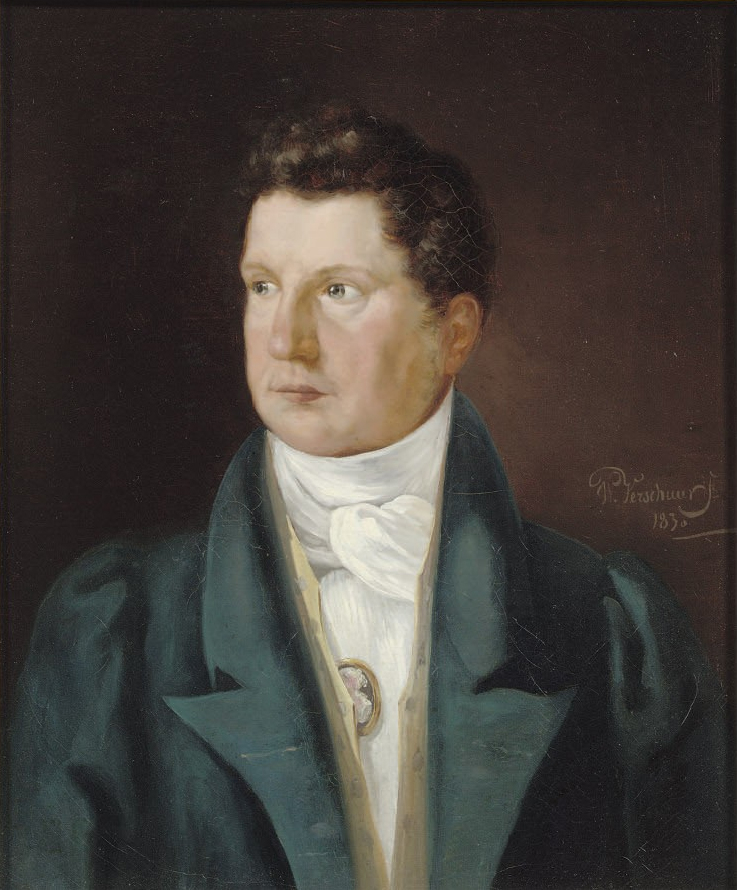
Portrait de Gerrit Verschuur (1787-1848)